# Hailey Duke
Hailey Duke (ur. 17 września 1985 w Sun Valley, Idaho, Stany Zjednoczone) – amerykańska narciarka alpejska.
Startowała na Mistrzostwach Świata w Val d'Isère. W slalomie zajęła 41. miejsce.
Startowała na Igrzyskach w Vancouver. W slalomie zajęła 30. miejsce.